# Blessing Bluff
Das Blessing Bluff ist ein Felsenkliff im ostantarktischen Viktorialand. Es ragt am östlichen Ende des Staeffler Ridge oberhalb des Wilson-Piedmont-Gletschers auf und liegt 10,5 km westlich des Spike-Kap.
Das Advisory Committee on Antarctic Names benannte das Kliff im Jahr 1976 nach Commander George R. Blessing, Leiter der Abordnung der Unterstützungseinheiten der United States Navy im antarktischen Winter 1973 auf der McMurdo-Station.